# Halfrupsvoertuig

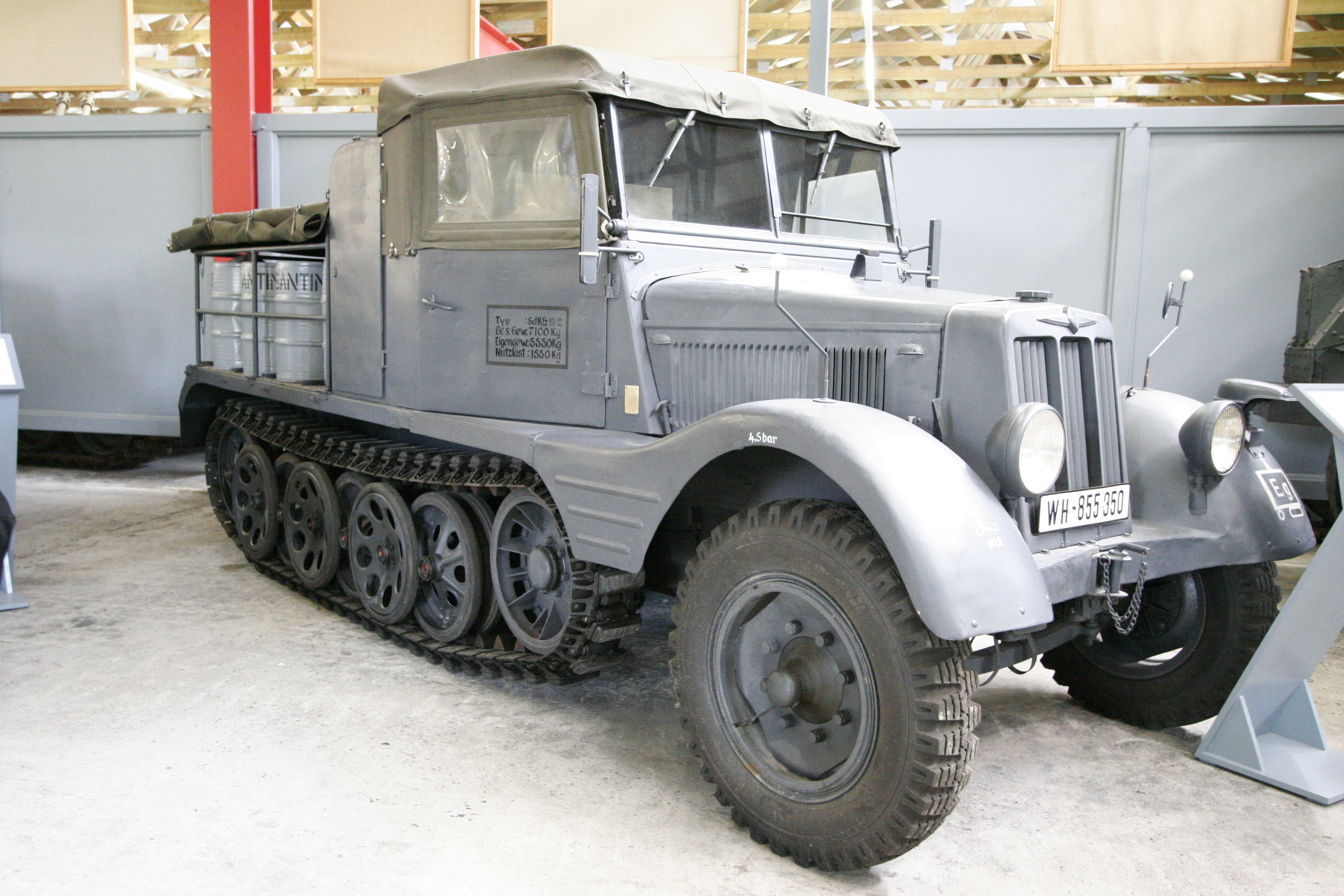
Sd.Kfz.11/2, een Duits halfrupsvoertuig uit de Tweede Wereldoorlog

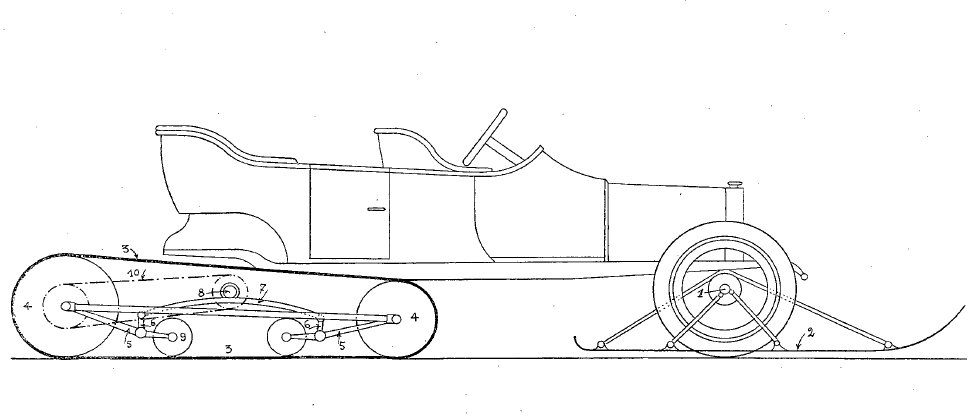
Een halfrupsvoertuig van Kégresse uit 1913

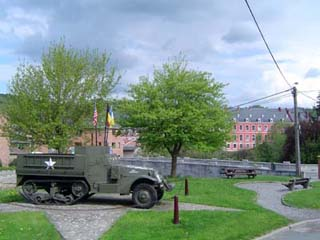
M3-halfrupsvoertuig bij Stavelot

Een halfrupsvoertuig of half-track is een (pantser)voertuig dat van achteren voorzien is van rupsbanden en van voren van een paar wielen. Op deze wijze verenigt men de voordelen van lage bodemdruk en hoge tractie die de rupsband verschaft met de goedkope eenvoud van een besturingssysteem dat gebruikmaakt van de normale wielstuursystemen van bestaande vrachtwagens.
Het halfrupsvoertuig moet onderscheiden worden van die voertuigen die naar keuze van rupsbanden of wielen gebruik kunnen maken, doordat de loopwielen ook na de verwijdering van de rupsbanden apart aangedreven kunnen worden of doordat het voertuig een dubbel loopwerk heeft waarvan afzonderlijk het rupsband- of wieldeel opgetrokken kan worden. Voor zulke voertuigen bestaat overigens geen aparte naam.

## Ontwikkeling
De eerste (stoom)rupstractoren hadden vaak nog een apart paar wielen om te sturen en waren dus in wezen halfrupsvoertuig. In 1911 bouwde de Franse automobielontwerper Adolphe Kégresse een aantal wagens dat aan de tsaar van Rusland persoonlijk toebehoorde op eenvoudige wijze om, door hun achterste wielenpaar te vervangen door een rupsband. Na het uitbreken van de Eerste Wereldoorlog bestelde Rusland in 1916 200 paar Franse rupsbandsets om een gedeelte van de pantserwagens uit zijn grote wagenpark zo te verbeteren, gezien de zeer slechte staat van het wegennet. Dat project, uit te voeren door de Poetilow-fabriek, liep grote vertraging op: pas het Rode Leger zou van zestig van deze voertuigen gebruikmaken. Tijdens de Russische Burgeroorlog werd een verder aantal Austin en Packard pantserwagens gemodificeerd door de rupsbandophanging van tractoren te gebruiken. Een experiment uit 1915 door kolonel Goelkjewitsj had de bruikbaarheid van deze methode aangetoond.
Na de oorlog bouwde Citroën met medewerking van Kégresse een aantal speciale voertuigen vanuit hetzelfde principe, die zowel voor militaire als burgerdoeleinden gebruikt werden. De paleontoloog Roy Chapman Andrews maakte hier gebruik van tijdens zijn expedities naar de Gobiwoestijn. Het Franse leger gebruikte deze halfrupsvoertuigen als verkenningsvoertuig. De Duitse generaal Heinz Guderian, die een groot bewonderaar van de Franse legerorganisatie was, zorgde ervoor dat ook het Duitse leger over door Opel ontwikkelde halfrupsvoertuigen kon beschikken, eerst in ongepantserde versies, maar later ook gepantserd (Sd.Kfz. 250 en 251). Tijdens de grote successen van de Blitzkrieg in de Tweede Wereldoorlog waren er echter nog maar weinig van zulke voertuigen voorhanden. Vanaf 1942 probeerde Duitsland door massaproductie zijn hele leger te mechaniseren, maar de productiecapaciteit bleek daarvoor onvoldoende. De Verenigde Staten slaagden er beter in een groot deel van hun leger van de M2- en M3-halfrupsvoertuigen te voorzien. Die werd zowel gebruikt als Armoured personnel carrier als voor een groot aantal andere functies. De VS bouwden ook zeer zware halfrupsvoertuigen als artillerietrekker, maar deze ontwikkeling werd al snel stopgezet toen bleek dat het bij zeer zware voertuigen onmogelijk werd het voertuig nog via de voorste wielen te draaien; daarom was het nodig om differentiële aandrijving van de rupsbanden mogelijk te maken en dan waren de voorste wielen eigenlijk overbodig.
Na deze oorlog werden halfrupsvoertuigen nog een korte tijd algemeen gebruikt, maar al snel ging men over tot volledige mechanisering en dus vervanging door "volrupsvoertuigen". Een uitzondering hierop vormde Israël dat halfrupsvoertuigen tot en met de Jom Kipoeroorlog met groot succes inzette en ze nog steeds gebruikt bij de grenstroepen.